# Перейма (Одесская область)
Пере́йма (укр. Пере́йма) — село, относится к Балтскому району Одесской области Украины.
Население по переписи 2001 года составляло 784 человека. Почтовый индекс — 66124. Телефонный код — 4866. Занимает площадь 5,26 км². Код КОАТУУ — 5120686301.

## Местный совет
66124, Одесская обл., Балтский р-н, с. Перейма